# Warcaby polskie
Warcaby polskie (warcaby stupolowe; inaczej: warcaby międzynarodowe) – odmiana warcabów. Powstała we Francji w pierwszej połowie XVIII wieku, a jej główną różnicą od warcabów standardowych jest zwiększony rozmiar planszy z 64 pól do 100 pól.

## Historia
Warcaby polskie (międzynarodowe), jako nowa odmiana gry w warcaby, powstały w pierwszej połowie XVIII w. na terenie Francji. Nazwane przez samych Francuzów „le jeu de dames à la polonaise”  – warcabami na wzór polski, lub wprost „dames polonaises”, dziś noszą miano warcabów międzynarodowych. Pierwszą pisemną publikacją o tej odmianie gry w warcaby była wydana w 1740 r. we Francji „Coups de parties de Dames de la Polonoise” autorstwa Laclefa.
Według legendy, twórcą nowych warcabów miał być polski oficer Franciszek Żubr ze świty królowej Marii Leszczyńskiej, córki polskiego króla Stanisława Leszczyńskiego i żony francuskiego monarchy Ludwika XV. Znany francuski matematyk i podróżnik Charles Marie de La Condamine (1701–1774) pisał, że warcaby polskie zostały wymyślone przez cudzoziemca zwanego „Polakiem” i grano w nie już w 1723 r. w kawiarni urządzonej w hotelu de Soisson w Paryżu. Paryska firma handlowa Lazare Duvaux pod datą 15 czerwca 1755 r. zanotowała w swoich księgach, że dostarczyła warcaby polskie oprawione w skórę z pionkami wykonanymi z palisandru Pani de Pompadour. Niemal w tym samym czasie pojawiła się moda na warcaby (pionki) wykonane z fajansu. Stoliki do gry w warcaby były wykonywane niezwykle ozdobnie i to z drewna o różnych odcieniach. Wedle ówczesnego zwyczaju, panie z towarzystwa zazwyczaj grały pionkami czarnymi, co miało podkreślać biel ich dłoni. W Polsce do końca XIX w. ten nowy rodzaj warcabów nazywano warcabami francuskimi. 
Znany francuski szachista, twórca debiutu „Obrona Philidora”, Andre D. Philidor wydał w 1770 r. dzieło pod nazwą „Traite du Jeu de Dames” mówiące o grze w warcaby polskie. W tym samym 1770 r. ukazało się również dzieło o warcabach polskich autorstwa Francuza C. Manoury, zatytułowane "Essai sur le jeu de Dames". W drugim, poprawionym wydaniu tej książki z 1787 r. wydanej pod tytułem „Le jeu dames a la polonoise ou Traite historique de ce jeu, sa marche, ses regles, leur explication.” C. Manoury zaproponował obowiązującą do dziś notację (sposób zapisu) partii i pozycji w warcabach polskich.
C. Manoury jako kelner jednej z paryskich restauracji interesował się grą w warcaby, a w szczególności w warcaby a la polonoise i niejednokrotnie jako silny gracz udzielał bogatszym od niego lekcji gry w warcaby. Stał się w końcu, co było jego marzeniem, właścicielem własnego lokalu o nazwie „Caffe de Manouri” położonego nad Sekwaną (obecnie mieści się tam brasserie „Le Panorame”). Kawiarnia za sprawą właściciela, o czym świadczy obraz Jacques Treton de Vaujuas (1770–74) „Vue interieure du caffe de Manouri...” (obraz znajduje się w Musee Carnavalet), stała się salą do gry w warcaby. Na obrazie można zobaczyć francuskich jegomości, w perukach, ze szpadami, zajętych grą lub analizą pozycji, pochylonych nad warcabnicami przy świetle świec. Gośćmi Manoury’ego w jego modnej w towarzystwie XVIII-wiecznego Paryża kawiarni byli m.in. filozofowie Diderot i J.J. Rousseau oraz Voltaire, matematyk i akademik C. de la Condamine, ówczesny minister finansów markiz de Colonne i podobno sam Napoleon Bonaparte.
W słynnej „Encyclopédie” Diderota i d'Alemberta (t. IV, 1754) o warcabach można znaleźć co następuje: 

„Dames (Jeu de)”: ... Il y a deux sortes principales de jeu de dames; on appelle l’un les dames francoises, er l’autre les dames polonoise. Aux dames francoises, chaque joueur a douze dames; aux dames polonoise, vingt. (...) Les dames polonoises se jouent comme les dames francoises, mais sur un damier polonois, c’est a dire a cent cases, er chaque joueur a vingt dames

co można przetłumaczyć w swobodnym przekładzie na jęz. polski następująco: „Damy (warcaby)”: (…) Istnieją; dwie główne odmiany warcabów – jedna zwana warcabami francuskimi, a druga polskimi. W warcabach francuskich, każdy z graczy ma dwanaście pionów, w polskich dwadzieścia. Gra w polskie warcaby przypomina grę w warcaby francuskie, z tym, że partia jest rozgrywana na planszy stupolowej i każdy z graczy może mieć dwadzieścia damek.

## Zasady gry
Gra rozgrywana jest na ciemnych polach planszy o rozmiarze 10 × 10 pól. Każdy gracz rozpoczyna grę z dwudziestoma pionkami (kamieniami) swojego koloru:
- pierwszy gra jaśniejszymi (tzw. białymi)
- drugi – ciemniejszymi (czarnymi)

Warcabnicę (planszę) pomiędzy grającymi umieszcza się tak, by grający białymi pionkami w lewym dolnym rogu widział ciemne pole. Pionki ustawione są na ciemniejszych polach w ten sposób, że dwa środkowe rzędy planszy są wolne. Jako pierwszy ruch wykonuje grający pionkami białymi, po czym gracze wykonują na zmianę kolejne ruchy. Celem gry jest zbicie wszystkich pionków przeciwnika lub uniemożliwienie wykonania ruchu przez przeciwnika (brak wolnych pól do ruchu). Jeśli żaden gracz nie jest w stanie tego osiągnąć (każdy gracz wykona po 15 ruchów damkami bez zmniejszania liczby pionków pozostających na planszy), następuje remis. Pionki mogą poruszać się o jedno pole do przodu po przekątnej (na ukos) na wolne pola. Bicie pionkiem następuje przez przeskoczenie sąsiedniego pionka (lub damki) przeciwnika na pole znajdujące się tuż za nim po przekątnej (pole to musi być wolne). Zbite pionki są usuwane z planszy po zakończeniu ruchu. Można bić zarówno do przodu, jak i do tyłu.
W jednym ruchu wolno wykonać więcej niż jeden skok tym samym pionkiem, przeskakując przez kolejne pionki (damki) przeciwnika. Pionek, który dojdzie do ostatniego rzędu planszy, staje się damką, przy czym jeśli znajdzie się tam w wyniku bicia i będzie mógł wykonać kolejne bicie (do tyłu), to będzie musiał je wykonać i nie staje się wtedy damką (pozostaje pionkiem). Kiedy pionek staje się damką, kolej ruchu przypada dla przeciwnika. 
Damki mogą poruszać się w jednym ruchu o dowolną liczbę wolnych pól do przodu lub do tyłu po przekątnej, zatrzymując się na wolnych polach. 
Bicie damką jest możliwe z dowolnej odległości po linii przekątnej i następuje przez przeskoczenie bierki (pionka lub damki) przeciwnika, za którą musi znajdować się co najmniej jedno wolne pole – damka przeskakuje na pole za zbitym pionkiem przeciwnika i może kontynuować bicie (na tej samej lub prostopadłej linii).
Bicia są obowiązkowe. Kiedy istnieje kilka możliwych bić, gracz musi wykonać maksymalne (tzn. takie, w którym zbije największą liczbę pionów lub damek przeciwnika). Jeżeli gracz ma dwie lub więcej możliwości bicia takiej samej ilości bierek (pionków, damek lub pionków i damek) przeciwnika, to może wybrać jedną z nich. Podczas bicia nie można przeskakiwać więcej niż jeden raz przez tę samą bierkę. Bierki usuwa się z planszy po wykonaniu bicia.

## Notacja
Notacja (zapis partii i pozycji): Partie i pozycje w warcabach polskich zapisuje się korzystając ze specjalnej notacji (sposobu zapisu) wynalezionej w XVIII w. przez Francuza C. Manoury. Dla celów notacji czarne pola planszy (warcabnicy) do gry w warcaby polskie numeruje się począwszy od skrajnego prawego pola od strony grającego czarnymi kamieniami liczbami od 1 do 50. Prawe skrajne pole, patrząc od strony grającego białymi, ma wówczas numer 50. Posunięcia zapisuje się podając numer pola początkowego i pola końcowego rozdzielone znakiem „-” np. 01-06. Przy zapisie pozycji podajemy numery pól, na których znajdują się kamienie, np.

Białe: 46, 47, 50(D)

Czarne: 01, 10, 15

Przy czym zwykłe kamienie oznaczone są tylko numerem pola, na którym się znajdują, zaś damki wykazujemy pisząc numer pola i dodając (D).

## Warcaby polskie jako sport
Warcaby polskie, aktualnie nazywane warcabami międzynarodowymi, są znaną w świecie dyscypliną sportową. Organizacją skupiającą narodowe federacje warcabowe Europy, Azji, Afryki, Australii i obu Ameryk jest powstała w 1947 roku. Światowa Federacja Warcabowa (FMJD) nadzorująca rozgrywki o mistrzostwo świata oraz nadająca międzynarodowe tytuły warcabowe (gmi, mi i mf). Pierwsze zawody o mistrzostwo świata w warcabach polskich (międzynarodowych) zostały zorganizowane w drugiej połowie XIX w. W turnieju o mistrzostwo świata rozegranym w 1885 w Paryżu pierwszym, odnotowanym w historii mistrzem świata został Francuz dr A. Dussaut. W Polsce organizacją i nadzorowaniem warcabowych turniejów, w tym Mistrzostw Polski Kobiet i Mężczyzn w różnych kategoriach wiekowych, Drużynowych Mistrzostw Polski w warcabach polskich zajmuje się Polski Związek Warcabowy. Mimo iż związek powstał w 2004 roku, to Polska już od 1975 należy do Światowej Federacji Warcabowej (wcześniej warcabistów reprezentowała Centralna Komisja Gry Warcabowej, a od 1989 Polskie Towarzystwo Warcabowe). PZWarc, zgodnie z Ustawą o Sporcie Kwalifikowanym, nadaje tytuły i kategorie warcabowe. Polski Związek Warcabowy również nadzoruje polskie rozgrywki warcabowe w warcabach klasycznych (64-polowych), w które gra się według zasad obowiązujących w warcabach polskich. Pierwszymi Mistrzami Polski w warcabach polskich (międzynarodowych) zostali w 1977 roku Andrzej Martko wśród mężczyzn i Genowefa Zaglaniczna wśród kobiet. W 2018 roku podczas Mistrzostw w Rydze, złoty medal zdobyła Natalia Sadowska. W turnieju trwającym od 19 do 30 listopada 2018 r. pokonała 16-krotną mistrzynię świata Zoję Gołubiewą. Pierwsze mistrzostwo świata Natalia Sadowska wywalczyła w 2016 roku w Karpaczu. Oficjalne mistrzostwa w warcabach klasycznych rozgrywane są od 1990 roku.